# Карлаг

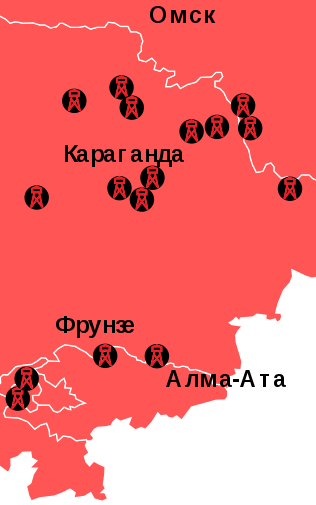
Карлаг и соседние лагеря ГУЛАГ НКВД СССР

Карла́г (Карагандинский исправительно-трудовой лагерь) — один из крупнейших исправительно-трудовых лагерей СССР в 1930—1959 годах, был расположен в Карагандинской области, состоял в системе ГУЛАГ НКВД СССР.
Среди заключённых этого лагеря были такие известные люди, как Аркадий Белинков, Анатолий Марченко, Мария Капнист, Наталья Столярова, Анна Тимирёва, Александр Чижевский, Уар (Пётр Шмарин), Исаакий (Виноградов), Герман (Вейнберг), Давид Выгодский, Афанасий Селищев, Владимир Михайлов.
В 1959 году ликвидирован — реорганизован в управление мест заключений МВД Карагандинской области

## Описание
Карагандинский исправительно-трудовой лагерь был образован на базе 1-го отделения КазУЛОН-КазИТЛаг ОГПУ СССР с центром в посёлке Токаревка, по существу являясь его правопреемником.
Лагерь располагался на территории Карагандинской области Казахстана. Протяжённость территории Карлага с севера на юг составляла около 300 км, с востока на запад около 200 км. К 1940 году освоенная площадь лагеря составляла 1 780 650 га (17 806, 5 км2). Административно-хозяйственный центр лагеря находился в посёлке Долинское, в 45 км юго-западней Караганды.
Территория лагеря обслуживалась двумя железнодорожными линиями:
- Караганда — Балхаш — проходила в восточной части основного массива и пересекала территорию лагеря с севера на юг.
- Жарык — Джезказган — рассекала основной массив с запада на восток.

Всё местное (казахское, русское, украинское, немецкое) население было депортировано с «совхозных» земель в 1931 году, поэтому на территории ИТЛ проживал только персонал лагеря, члены их семей и заключённые. Исключения составляли полоса отчуждения по линиям железных дорог, где проживали железнодорожники; посёлок Долинское, где проживало около 50 семей служащих прокуратуры, суда, отделения Госбанка, почты, школы.
В 1940—1950-х годах коренное население вновь было допущено на необрабатываемые совхозом земли. Точных статистических данных о составе и численности этого населения нет. Однако в отчётах Карлага указывалось, что «местное население» активно помогает охране ИТЛ в поисках и задержании беглецов. В Долинке существует музей Карлага.
22 августа 1950 года издан Указ правительства СССР «Об освобождении от наказания осуждённых женщин при беременности и женщин, имеющих малолетних детей». После этого указа были освобождены 785 беременных женщин и 706 женщин, имеющих малолетних детей вне лагеря. Всего было освобождено 2 886 женщин.

## Производство и организация
Одной из целей организации Карлага было создание крупной продовольственной базы для развивающейся угольно-металлургической промышленности Центрального Казахстана: Карагандинский угольный бассейн, Джезказганский и Балхашский медеплавильные комбинаты.
Для осуществления этой цели требовалось решить две главные задачи:
- найти источник рабочей силы;
- обеспечить условия для работы и проживания.

В начале 1930 года под руководством наркома А. А. Андреева и ОГПУ в центральном Казахстане создан совхоз «Гигант». 12 декабря 1930 года на базе совхоза создан Карагандинский отдельный исправительно-трудовой лагерь
Из приказа по Карагандинскому отдельному исправительно-трудовому лагерю ОГПУ от 19 декабря 1930 года: «1. Первое отделение КазИТлага совхоза „Гигант“ ОГПУ сего числа реорганизовать в Карагандинский отдельный исправительно-трудовой лагерь, именуемый сокращенно Карлаг ОГПУ. Территорию Карлага разбить на 8 отделений — площадь составляет 17 129 квадратных километра…»

Численность заключённых КарЛага (тыс. чел.) 1931—1959 гг по данным общества «Мемориал»

Одновременно с Карагандинским ИТЛ, в начале 1931 года под председательством А. А. Андреева создана совместная с ОГПУ комиссия, которая выносит решение о выселении в Центральный Казахстан 52 тысяч крестьянских семей.
В феврале-марте 1931 года начались массовые аресты крестьян по всему Поволжью, Пензенской, Тамбовской, Курской, Воронежской, Орловской областей, с Харьковщины и Оренбуржья. Массовое заселение Центрального Казахстана и создание промышленных центров было невозможно без железнодорожного сообщения с центральными районами России. Первый этап численностью 2567 человек был отправлен для строительства железной дороги от Акмолинска до будущей Караганды. Дорога была закончена в рекордно короткие сроки и уже к маю 1931 года была запущена в эксплуатацию.
К началу осени 1931 года план комиссии Андреева по спецпереселенцам был выполнен и 52 тысячи семей доставлены в центральный Казахстан. 17 сентября 1931 года приказом ОГПУ СССР № 527/285 официально создан Карагандинский исправительно-трудовой лагерь. 17 декабря 1931 года объявлены штаты Карлага.
Началось освоение Центрального Казахстана.
«Организованный в 1931 г. Карагандинский совхоз-гигант ОГПУ получает почетное и ответственное задание — освоить грандиозный район Центрального Казахстана»
К своему закрытию лагерь уже практически не содержал заключённых по политическим статьям, и нарицательное выражение «карлаговец» / «карлажник» стало обозначать закоренелого уголовника.
27 июля 1959 Карагандинский исправительно-трудовой лагерь закрыт (реорганизован в УМЗ УМВД Карагандинской области)

### Внутреннее устройство
Управление Карлага подчинялась ГУЛАГу ОГПУ-НКВД.
- с 17 сентября 1931 года — ГУЛАГ ОГПУ и ПП ОГПУ по Казахстану;
- с 8 мая 1935 года — ОЛТПиМЗ УНКВД Казахской АССР;
- с 21 октября 1937 года — ГУЛАГ НКВД;
- с 17 сентября 1955 года — УИТЛК МВД Казахской ССР.

В аппарате управления имелись следующие отделы: административно-хозяйственный (АХО), учётно-распределительный (УРО), контрольно-плановый (КПО), культурно-воспитательный (КВО), отдел кадров (для вольнонаёмных), отдел снабжения, отдел торговли, третий опер-чекистский (ОЧО), лечебный, финансовый, транспортный, политотдел, спецотдел, производственный отдел, отдел земледелия.
Один из самых больших был отдел земледелия, который включал в себя:
- Службу землеустройства;
- Службу мелиорации и ирригации;
- Службу механизации;
- Службу животноводства и ветеринарии:
  - ветбаклаборатория,
  - центральная ветеринарная аптека.

Кроме того, при управлении лагеря были созданы:
- Сельскохозяйственная опытная станция по растениеводству (СХОС; Карагандинская СХОС),
- Научно-исследовательская станция по животноводству (НИС).

Обе станции имели собственные экспериментальные (опытные) базы. Действовала постоянная экспедиция по нагулу скота. Карлаг имел 19 сельскохозяйственных отделений (совхозов) с подчинёнными им производственными участками и фермами. Кроме того, как особые административные отделения существовали: Балхашское отделение (специализировалось на подрядных работах), Карабасское отделение (пересыльный пункт и база снабжения), Центральный лазарет.
Связь между управлением лагеря и отделениями осуществлялась по телефону, телеграфу, радио, почте.

## Хозяйственная деятельность
В 1932 году занято:
- в сельскохозяйственном производстве (совхоз «Гигант») — 8400 заключённых;
- на производстве ширпотреба — 1000 заключённых.

В 1934 году контингент заключённых в Карлаге составлял 25 тысяч человек.
В 1939—1941 годах, по свидетельству главного агронома и начальник СВО Карлага ГУЛАГ НКВД СССР А. Г. Блахтина, на сельскохозяйственных работах было занято 40 тысяч человек, обрабатывающих 2,2 млн гектар земель. Имелись: угольная шахта, 22 тыс. голов крупного рогатого скота, 740 тыс. овец, 22 маслодельных и сыроваренных завода, 2 мясокомбината, много техники.
Лаготделения оснащались новой техникой, была расширена производственная база ранее существовавших отделений и участков. О технической оснащенности хозяйств говорят, например, такие данные: если в 1939 году в хозяйстве Карлага было 246 тракторов, 60 комбайнов, то в 1944 году — 301 трактор, 237 тракторных плугов, 106 комбайнов, 162 грузовых автомобилей, а в 1950 году совхоз имел 460 тракторов, 160 комбайнов, 153 грузовых автомобилей и др.
На 1951 год удельный вес сельского хозяйства составлял — 58,5 %, промышленности — 41,5 %. В сельском хозяйстве удельный вес животноводства — 48,2 %, растениеводства — 51,8 %.
Земельные площади лагеря — 2 087 646 га, в том числе:
- 111 836 га пашни;
- 337 570 га сенокосов;
- 1378 999 га выгонов.

На 1 января 1951 года поголовье скота составляло:
- крупного рогатого скота — 26 716;
- свиней — 6 648;
- овец — 175 613;
- лошадей — 11 946 (в том числе 6 710 рабочих)

Руководство ГУЛАГв всячески стремилось показать, что только в лагерях может быть ударный социалистический труд. Поэтому совхоз «Гигант» ежегодно участвовал во Всесоюзных выставках достижений народного хозяйства.

## Система управления Карлага

### Начальники ИТЛ
- 1931—1932 — Коринман ?.?.[12]
- 1932—1933 — Чунтонов М. М.
- 1933—1938 — Линин О. Г.
- 1938—1939 — Никифоров П. Л.
- 1939—1944 — Журавлёв В. П.
- 1944—1949 — Соколов В. П.
- 1949—1951 — Маевский В. М.
- 1951—1955 — Волков З. П.
- 1955—1955 — Чусов Я. А.
- 1955—1956 — Непряхин Д.А
- 1956—1959 — Витенко И. Н.